# 布兰肯贝赫
布兰肯贝赫（荷蘭語：Blankenberge，荷蘭語發音：[ˈblɑŋkə(m)bɛrɣə] ⓘ）是比利时弗拉芒大區西佛兰德省布魯日區的一座城市，北濒北海，通行荷蘭語，是弗拉芒社群的一部分，面积19.02平方千米，人口20,349人（2018年1月1日）。